# Calilena peninsulana
Calilena peninsulana är en spindelart som först beskrevs av Banks 1898.  Calilena peninsulana ingår i släktet Calilena och familjen trattspindlar. Inga underarter finns listade.